# Anabel (pevka)
Anabel (s pravim imenom Ana Teržan) slovenska pevka, pesmopiska in radijska voditeljica, * 29. april 1999, Celje

## Življenjepis in kariera
Rojena je bila v Celju, prihaja pa iz Liboj. Prvih 5 razredov osnovne šole je opravila v Libojah, nato pa je nadaljevala s šolanjem v Osnovni šoli Griže. Po končani osnovni šoli je šolanje nadaljevala na Ekonomski šoli Celje. Ima brata dvojčka Tilna.
S svojo prvo skladbo »Ob kavi« je zmagala na festivalu Poprock 2017 (Dnevi slovenske zabavne glasbe). »Ob kavi« je več tednov preživela na lestvici SloTop50 (najvišja uvrstitev: 21.), Anabel pa je postala najbolj predvajana »nova izvajalka« leta 2017. Pol leta po zmagi je pesem dobila še a capella različico, pri kateri je sodelovala zasedba Bassless. »Ob kavi« je bila na drugi podelitvi žarometov (Žarometi 2017) nominirana za pesem leta. Na Emi je doslej nastopila dvakrat: leta 2018 (»Pozitiva«) in 2022 (»Tendency«).
Pri svojih prvih štirih pesmih je sodelovala s producentom in glasbenikom Ninom Ošlakom, od leta 2021 pa za produkcijo skrbi Žan Serčič. Je avtorica ali soavtorica glasbe in besedil (izjema je »Pozitiva«).
Med letoma 2020 in 2023 je bila voditeljica na Hitradiu Center, kjer je od jeseni 2020 vodila (predvsem) jutranji program, sprva z Alenom Podlesnikom, nato pa z Maticem Meškom.
Leta 2024 je sodelovala na Melodijah morja in sonca s pesmijo »Bilo bi lepo«. Dosegla je 8 točk in se uvrstila na 12. mesto. 

## Diskografija
- 2017: Ob kavi
- 2018: Pozitiva
- 2018: Klic stran
- 2019: Mama
- 2021: Moj si
- 2022: Tendency
- 2023: To je to
- 2023: Milano
- 2024: Bilo bi lepo

Kot gostujoča izvajalka
- 2021: Rada − Žan Serčič ft. Anabel